# Medina de Fes
La Medina de Fes el Bali (àrab: فاس البالي, Fās al-Bālī) és la part més vella i emmurallada de la ciutat de Fes, Marroc. Va ser fundada per l'idrisida Idris II l'any 809. El terme Bali contrasta amb el de l'àrea anomenada Fes Jdid, la qual va ser construïda pels benimerines el 1276.